# Molsberg
Molsberg ist eine Ortsgemeinde im Westerwaldkreis in Rheinland-Pfalz. Sie gehört der Verbandsgemeinde Wallmerod an.

## Geographie
Die Gemeinde liegt im Westerwald an der Landesgrenze zu Hessen.

## Geschichte

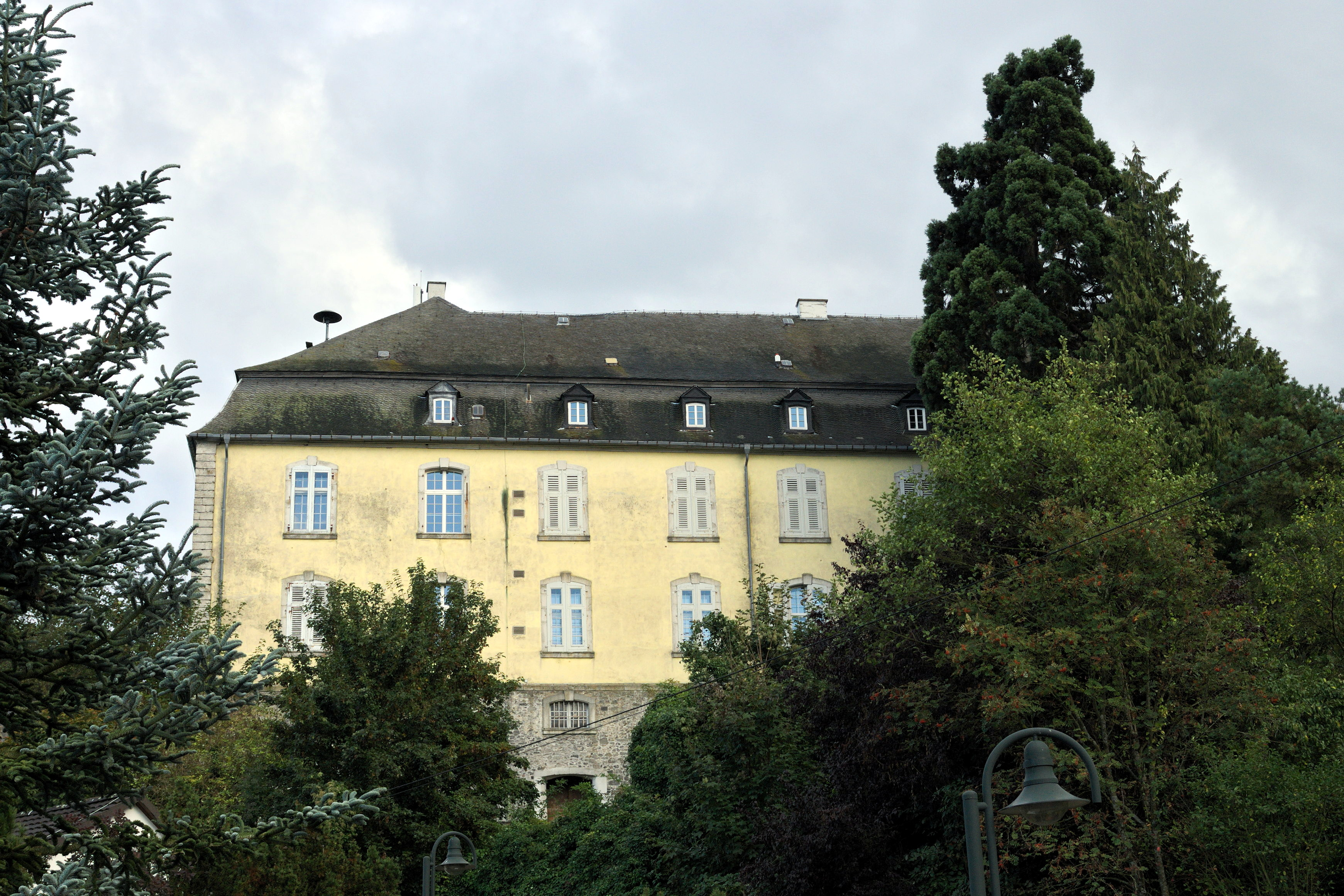
Schloss Molsberg

Die Burg Molsberg am Nordhang des Eichbergs (407,5 m ü. NHN) wurde im Jahr 1116 erstmals urkundlich erwähnt, eine zugehörige Siedlung 1377. Das niederadlige Geschlecht der Herren von Molsberg lässt sich sogar von der Mitte des 11. Jahrhunderts an fassen. Bis in die zweite Hälfte des 14. Jahrhunderts waren sie auf der Burg ansässig, auch wenn die Burg schon Mitte des 13. Jahrhunderts als wiedisch gezeichnet wird. Das Haus Molsberg, das zeitweise in den Edelherrenstand aufgestiegen und deshalb mit Grafenhäusern wie Katzenelnbogen, Isenburg und Nassau verschwägert war, starb kurz vor 1534 aus. Ein Modell der Burg ist noch heute im Schloss Molsberg zu sehen. Bei dem Bau handelte es sich wohl ursprünglich um eine unter den Salierkaisern errichtete Reichsburg, die zusammen mit der Weltersburg und der Burg Hartenfels die Köln-Frankfurter-Straße überwachte.
Ende des 14. Jahrhunderts ging die Burg in das Eigentum der Trierer Kurfürsten über, die sie häufig verpfändeten. Das Adelsgeschlecht von Walderdorff ist seit 1657 in Molsberg zunächst in der Burg ansässig. Unter Kurfürst und Erzbischof Johann Philipp von Walderdorff wurde die Burg nach 1760 vollständig abgetragen und das heutige Schloss gebaut, das durch den Tod des Kurfürsten im Jahr 1768 jedoch nur zu einem Teil zur Ausführung kam.
Durch die starke Stellung der Herren von Molsberg bildete sich in Molsberg früh eine eigene Herrschaft heraus. Durch die häufige Verpfändung und die spätere Funktion als Sitz des Hauses Walderdorff blieb eines Sonderstellung gegenüber den umliegenden Territorien bis 1803 stets vorhanden.
Die Bewohner des Dorfs Molsberg hatten spätestens 1574 gewisse Freiheitsrechte, werden aber 1786 insgesamt als Walderdorffsche Leibeigene bezeichnet. 1657 wurde im Ort ein Jahrmarkt eingerichtet. Mitte des 19. Jahrhunderts erfolgte dessen Verlagerung nach Wallmerod. 1443 wird erstmals eine Mühle bei Molsberg erwähnt, die spätere Struthmühle, die bis ins 19. Jahrhundert hinein betrieben wurde.
Für 1493 ist erstmals die dem Heiligen Pankratius geweihte Kapelle im Ort belegt. Möglicherweise war diese ein Teil der Burg. 1766 wurde in einem Seitenflügel des neuen Schlosses eine Kapelle geweiht und 1886 erneuert.
Die älteste Erfassung der Molsberger Einwohnerschaft datiert auf 1548 und weist 25 Feuerstätten aus. Mitte des 19. Jahrhunderts wurden etwas mehr als 450 Einwohner erreicht.

## Politik

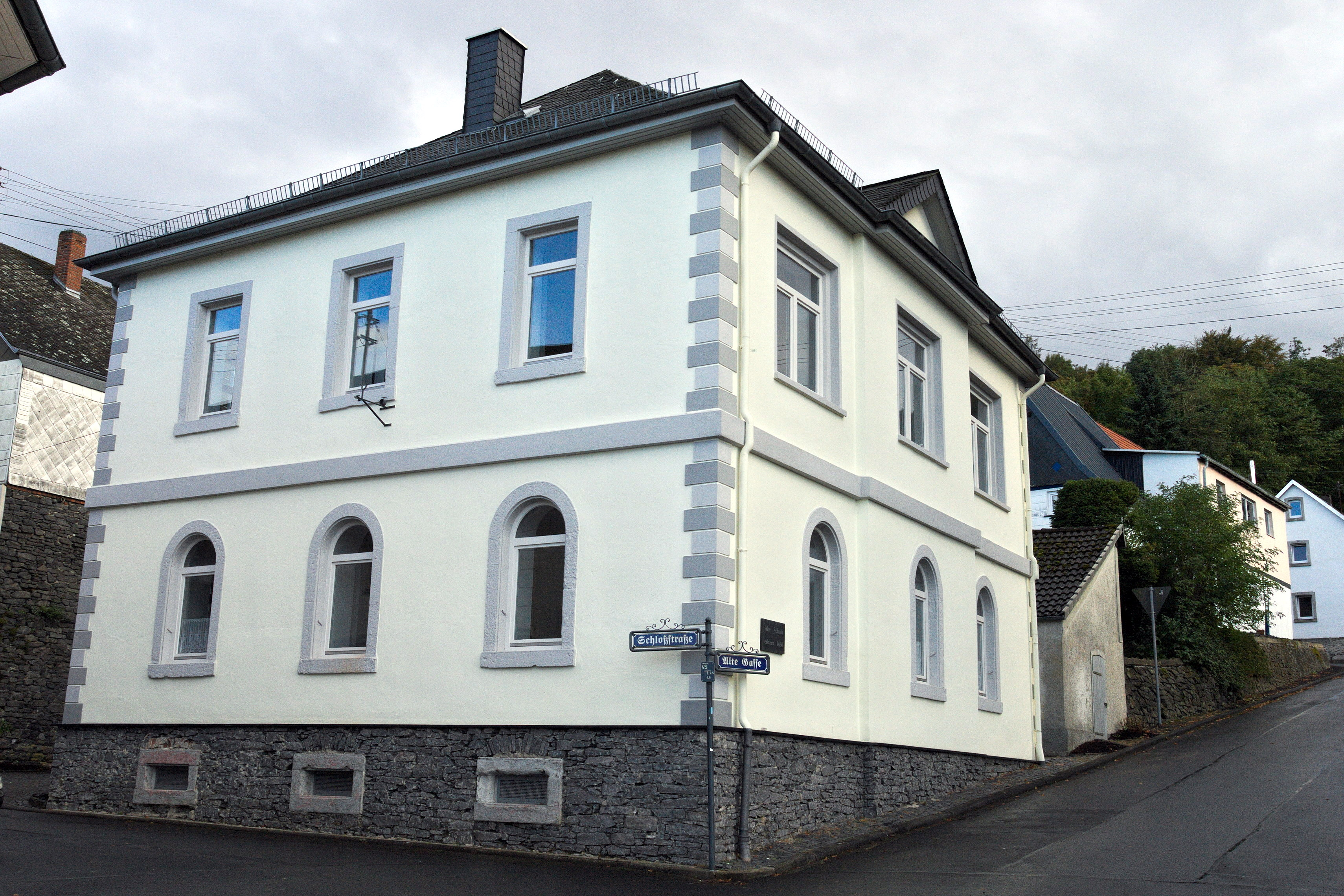
Alte Schule, heutige Gemeindeverwaltung

### Bürgermeister
Dieter Gläßer wurde bei der Direktwahl am 26. Mai 2019 mit einem Stimmenanteil von 79,92 % für weitere fünf Jahre in seinem Amt bestätigt. Er wurde im Juni 2024 wiedergewählt.

### Wappen
Der Ort führt als Wappen einen silbernen Löwen auf rotem Grund. Dieses Wappen wurde nachweislich auf dem Gerichtssiegel aus dem Jahre 1662 verwandt. Erstmals wurde 1347 ein Wappen der Edelherren von Molsberg erwähnt. Es zeigt einen silbernen Löwen in rotem Felde mit goldener Zunge, begleitet von einem blauen, dreilätzigen Turnierkragen.

## Kultur und Sehenswürdigkeiten

### Bauwerke
In der Dorfmitte steht die renovierte ehemalige Dorfschule aus dem Jahr 1830, die heute als Dorfgemeinschaftshaus dient. Ihr gegenüber liegt der ehemalige Sitz des Schultheißen in einem mehr als 300 Jahre alten Fachwerkhaus.
Das Schloss Molsberg wurde 1760 an der Stelle der einstigen Burg errichtet und verfügt über einen Park mit denkmalgeschützten Bäumen.

### Regelmäßige Veranstaltungen
- An Pfingsten wird die traditionsreiche Pfingstkirmes gefeiert.
- An Pfingstmontag wird im Schlosshof bei schönem Wetter ein Freiluftgottesdienst gefeiert; anschließend findet in der Schlossallee unter den alten Linden der Grafen von Walderdorff ein Frühschoppen mit Platzkonzert statt.
- Im Sommer findet in der Schlossallee der Grafen von Walderdorff der Kaffeehausnachmittag des Kulturfördervereins der Verbandsgemeinde Wallmerod statt.
- Der traditionsreiche Molsberger Markt wird am letzten Sonntag im September abgehalten.

## Verkehr
In unmittelbarer Nähe westlich des Ortes verläuft die Bundesstraße 8, die Limburg an der Lahn und Hennef (Sieg) verbindet. Die nächste Autobahnanschlussstelle ist Diez an der Bundesautobahn 3 (Köln–Frankfurt am Main), etwa zehn Kilometer entfernt. Die nächstgelegenen ICE-Bahnhöfe sind in Montabaur oder Limburg Süd an der Schnellfahrstrecke Köln–Rhein/Main.

## Persönlichkeiten
- Adalbert II. von Walderdorff (1697–1759) war Bischof von Fulda.
- Johann IX. Philipp von Walderdorff (1701–1768) war von 1756 bis 1768 Erzbischof und Kurfürst von Trier sowie von 1763 bis 1768 zugleich Fürstbischof von Worms.
- Johann Philipp Mattlener (1785–1857), Zeichner, Bauingenieur und Architekt im Dienste des Königreichs Bayern
- Carl Wilderich von Walderdorff (1799–1862) war von 1834 bis 1842 Staatsminister des Herzogtums Nassau.
- Philipp Müller (1804–1870) war Priester, Kirchenhistoriker, christlicher Archäologe und zuletzt von 1866 bis 1870 Rektor der Erzbruderschaft am Campo Santo in Rom.
- Kaspar Kögler (1838–1923) war ein deutscher Maler und Schriftsteller.
- Karl Sturm (1878–1960), Jurist und Abgeordneter des Provinziallandtages der Provinz Hessen-Nassau
- Caspar Nink (1885–1975) war katholischer Priester und Philosoph
- Wolfgang Kaufmann (* 1964) ist ein deutscher Autorennfahrer.